# توم فليك
توم فليك (بالإنجليزية: Tom Flick)‏ هو متحدث تحفيزي أمريكي، ولد في 30 أغسطس 1958 في Patuxent River ‏ في الولايات المتحدة.

## وصلات خارجية
- توم فليك على موقع مرجع كرة القدم المحترفة.كوم (الإنجليزية)